# Hubert Sternberg
Hubert Heinrich Adalbert Sternberg (* 13. Januar 1897 in Potsdam; † 22. Juni 1987 in Heidelberg) war ein deutscher Unternehmer in der Druckmaschinenfabrikation.

## Leben und Wirken
Sternberg absolvierte nach dem Abitur und der Teilnahme am Ersten Weltkrieg eine kaufmännische Ausbildung im Verlagshaus Rudolf Mosse in Berlin. 1923 wechselte er zum Richard Kahn-Konzern, wo er Prokurist und Direktor wurde. Von 1926 bis 1972 arbeitete er im Vorstand der Schnellpressenfabrik AG Heidelberg. Von Mai 1945 bis Februar 1949 war er Präsident der Industrie- und Handelskammer Heidelberg. Er organisierte 1949 die erste deutsche Exportausstellung nach dem Zweiten Weltkrieg in New York. Als Mitbegründer der Internationalen Messe Druck und Papier (drupa) in Düsseldorf war er von 1951 bis 1967 deren Präsident und bis 1972 Präsident des Messekomitees.

## Verdienste
In den 1920er Jahren ließ er druckbereite Maschinen des Typs „Original Heidelberger Tiegel“ auf Vorführwagen montieren und präsentierte sie Druckereien. In den 1930er Jahren waren solche Vorführwagen weltweit unterwegs. Die Idee, die fortschrittliche Technik so zu vermarkten, verhalf der Schnellpressenfabrik Heidelberg zu bedeutendem Wachstum.
1956 kaufte Sternberg als Vorstand der Schnellpressenfabrik Heidelberg ein 38 Hektar umfassendes Wiesengelände in Wiesloch an der Eisenbahnlinie Heidelberg-Bruchsal, auf dem noch Erdöl gefördert wurde. Diese Entscheidung sicherte umfangreiches Reservegelände für große Investitionsvorhaben in den folgenden Jahrzehnten.
Während seiner Tätigkeit in der Geschäftsleitung des Druckmaschinenherstellers stieg die Mitarbeiterzahl von rund 300 (1926) auf 3.520 (Heidelberg-Gruppe 1957). Der Umsatz verhundertfachte sich. 2007 montierten allein im Werk Wiesloch-Walldorf 6.500 Mitarbeiter 65 Druckwerke am Tag.

## Ehrungen
- 1951: Ehrensenator der TH Darmstadt
- 1957: Verleihung der Friedrich-Koenig-Medaille
- 1967: Anerkennung der Ehrendoktorwürde durch die RWTH Aachen
- Nach Hubert Heinrich Adalbert Sternberg wurde die Gewerbeschule Wiesloch in Hubert-Sternberg-Schule Wiesloch benannt.[3]

## Dr. Hubert H. A. Sternberg Stiftung
1989 wurde die nach Hubert Sternberg benannte Stiftung begründet, die das Ziel hat, den Ingenieurnachwuchs auf dem Gebiet der Druck- und Medientechnik zu fördern. Jährlich werden mehrere Förderpreise vergeben. Gewürdigt werden Diplomarbeiten und Masterarbeiten (Bewertung „sehr gut“; je 3000 Euro) und Dissertationen (Prädikat summa cum laude bzw. magna cum laude; je 5000 Euro). Die Preisträger und deren Anzahl legt das Kuratorium der Stiftung fest.